# Orgullo de Estambul
Orgullo de Estambul (en turco: İstanbul Onur Yürüyüşü) es una marcha del orgullo y manifestación LGBTQ que se celebra anualmente en la ciudad más grande de Turquía, Estambul, desde 2003. Las personas participantes se reúnen en la plaza Taksim antes de marchar por toda la avenida de İstiklal. Se ha descrito como el primer y mayor evento LGBT en países de mayoría musulmana.
En 2010, el evento alcanzó una asistencia de aproximadamente 5000 personas. En 2013, el desfile del orgullo, con la asistencia de manifestantes del parque Gezi, atrajo a casi 100.000 personas. El Orgullo de 2014 fue el mayor evento LGBT en la historia de Turquía y atrajo a más de 100.000 personas. Desde 2015, las autoridades de la Gobernación de Estambul no han autorizado los desfiles del Orgullo en la ciudad. Los gobernadores afirmaron repetidamente que las negaciones se basaban en preocupaciones de seguridad y orden público, pero los críticos afirmaron que las prohibiciones se tomaron sobre una base religiosa e ideológica. A pesar de la negativa, cientos de personas desafían la prohibición cada año, lo que da lugar a la intervención de las fuerzas del orden.
Los políticos que se han unido al Orgullo de Estambul son principalmente de los partidos de oposición Partido Republicano del Pueblo (CHP), Partido Democrático de los Pueblos (HDP) y Partido de los Trabajadores de Turquía (TİP).

## Historia
El evento tuvo lugar por primera vez en 2003; ahora se celebra cada año el último domingo de junio o el primer domingo de julio, para marcar el final de la semana del orgullo de Estambul. Unas 30 personas participaron en el primer Orgullo Gay de Estambul. Las cifras han aumentado exponencialmente cada año, llegando a aprximadamente 5000 personas en 2010. La reunión de 2011 atrajo a más de 10.000 personas, convirtiendo al Orgullo Gay de Estambul en la marcha más grande de su tipo en los países de mayoría musulmana. La marcha del orgullo de 2012, que tuvo lugar el 1 de julio, atrajo entre 10.000 y 30.000 personas.

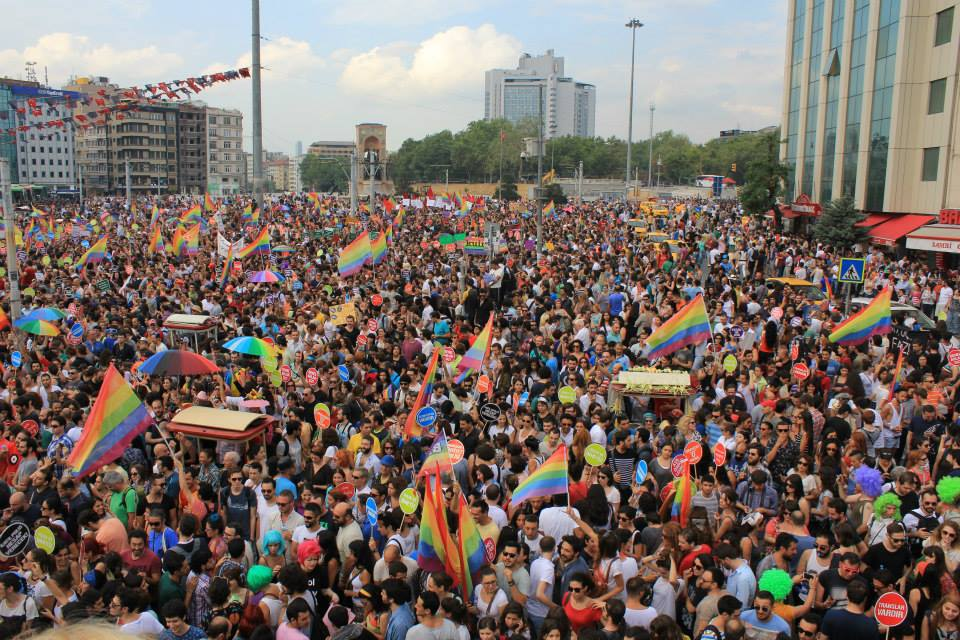
Desfile del orgullo LGBT de Estambul en 2011, celebrado en la avenida de İstiklal, Estambul.

El 30 de junio de 2013, el desfile del orgullo atrajo a casi 100.000 personas. A los manifestantes se unieron los del Parque Gezi, convirtiendo la Marcha del Orgullo de Estambul de 2013 en la mayor marcha de este tipo jamás celebrada en Turquía. El orgullo de 2014 atrajo a más de 100.000 personas. La Unión Europea elogió a Turquía por el desarrollo del desfile sin interrupciones.

### Supresión desde 2015
El domingo 29 de junio de 2015, Reuters informó que la policía turca utilizó un cañón de agua para dispersar el desfile del orgullo gay. En 2016, el gobierno local prohibió la marcha del orgullo "por la seguridad de nuestros ciudadanos, en primer lugar la de los participantes, y por el orden público". A las organizaciones LGBT tampoco se les permitió hacer una declaración de prensa. El gobierno de Estambul afirmó una vez más que no se permitiría ninguna reunión LGBT. En el marco de la Ley N.° 5442, esta solicitud no ha sido aprobada debido a los atentados terroristas ocurridos en el país y la región; porque pueden ocurrir actos y eventos provocativos al considerar las sensibilidades surgidas en la sociedad; y porque puede causar una perturbación del orden público y la tranquilidad, seguridad y bienestar de las personas, incluidos los participantes del evento. Los partidarios del Orgullo afirmaron que esta decisión tenía motivaciones religiosas y que el evento fue prohibido porque se celebraría durante el mes sagrado musulmán del Ramadán.
En 2017, la Oficina del Gobernador de Estambul volvió a prohibir el Desfile del Orgullo LGBT, alegando preocupaciones de seguridad y orden público.
En 2018, por cuarto año consecutivo, la Oficina del Gobernador de Estambul volvió a prohibir el Desfile del Orgullo LGBT, alegando preocupaciones de seguridad y orden público, aún así alrededor de 1000 personas desafiaron la prohibición y fueron reprimidas con gases lacrimógenos y balas de goma. Once participantes fueron detenidos.
En 2019, la Oficina del Gobernador de Estambul volvió a prohibir el Desfile del Orgullo LGBT, alegando nuevamente preocupaciones de seguridad y orden público. Posteriormente, el miembro de la oposición de la Gran Asamblea Nacional Sezgin Tanrıkulu del Partido Republicano del Pueblo (CHP) presentó una pregunta parlamentaria al vicepresidente de Turquía, Fuat Oktay, preguntando por qué el vicegobernador de Estambul había prohibido el Orgullo de Estambul. También preguntó cuántos miembros LGBT habían sido asesinados en los últimos 17 años, el tiempo en que el partido oficialista Partido de la Justicia y el Desarrollo (AKP) gobernaba la ciudad, debido a discursos de odio provocativos, y expresó su preocupación por la discriminación contra la comunidad LGBT. El 29 de junio, cientos de personas desafiaron la prohibición y fueron respondidas con gases lacrimógenos, escudos, gas pimienta y balas de plástico por parte de la policía.
Debido a la pandemia de COVID-19, el Orgullo de Estambul se celebró en línea en 2020. Algunos activistas se reunieron en persona en Mis Sokak, que había sido el lugar donde finalizó el desfile de 2003.
La tendencia represiva ha continuado. En 2021 se utilizaron bloqueos y gases lacrimógenos y 25 personas fueron detenidas. En 2022, 373 fueron detenidas. Además de los bloqueos, se cerró el transporte público a la plaza Taksim. A partir de 2023 y nuevamente en 2024, el Orgullo de Estambul se celebró en espacios públicos distintos de la plaza Taksim y se anunciaron convocatorias de reuniones falsas antes de frustrar la aplicación de la ley. A pesar de estos esfuerzos, en 2023 se produjeron 113 detenciones, mientras que en 2024 se produjeron 11 detenciones, tres de las cuales eran menores de edad.

## Impacto político
Los políticos que se han unido al Orgullo de Estambul son principalmente de los partidos de oposición Partido Republicano del Pueblo (CHP), Partido Democrático de los Pueblos (HDP) y Partido de los Trabajadores de Turquía,  e incluyen a Filiz Kerestecioğlu, Ertuğrul Kürkçü, Melda Onur, Sırrı Süreyya Önder, Mahmut Tanal, Sebahat Tuncel, Özgül Saki, Kezban Konukçu, Ahmet Şık, entre otras personalidades políticas. Piden a las autoridades turcas que garanticen los derechos fundamentales y las libertades civiles de todas las personas LGBT.
En 2019, varios municipios controlados por la oposición mostraron su apoyo a la comunidad LGBTI en las redes sociales, entre ellas Mersin, Edirne, Tarso, Eskişehir, Esmirna, y Bodrum. Los gobiernos locales de Estambul como Ataşehir, Beşiktaş, Şişli, Kadıköy, Maltepe y Kartal también mostraron su simpatía.
En 2019, poco después de las elecciones locales turcas, el político opositor y alcalde de Estambul, Ekrem İmamoğlu, declaró que la prohibición no se puede anular ya que el derecho a dar permiso a las manifestaciones recae en el gobierno y los gobernadores de las provincias turcas no son elegidos sino designados directamente por la presidencia.